# ブレンダ・チャップマン
ブレンダ・チャップマン (Brenda Chapman、1962年11月1日 - ) は、アメリカ合衆国イリノイ州出身のアニメーター、映画監督。カリフォルニア芸術大学卒業。
1998年、ドリームワークス・アニメーション初の女性監督として『プリンス・オブ・エジプト』を手掛けた。

## キャリア
5歳までイリノイ州のビーソンで過ごした。カリフォルニア芸術大学にてアニメーションを学んだ後、研修生として『リトルマーメイド』のストーリーに携わる。その後『美女と野獣』のストーリーボードに参加。『ライオンキング』では、女性初となるアニメーションのストーリー監督となった。
『メリダとおそろしの森』では、女性として初となるピクサー・アニメーション・スタジオ作品の監督に就任。しかし製作上の対立によりジョン・ラセターから解雇され、監督はマーク・アンドリュースに交代。チャップマンは共同監督としてクレジットに名が残された。同作で第85回アカデミー賞アカデミー長編アニメ映画賞を女性として初めて受賞している。
ピクサーを退社後、2012年よりルーカスフィルム、2013年よりドリームワークス・アニメーションと渡り歩く。

## フィルモグラフィ
| 年   | 題名                                         | 備考     |
| ---- | -------------------------------------------- | -------- |
| 1998 | プリンス・オブ・エジプト The Prince of Egypt | 監督     |
| 2012 | メリダとおそろしの森 Brave                   | 共同監督 |
| 2020 | アリス&ピーターパン はじまりの物語 Come Away | 監督     |